# Bisbís
Se llama biribís o bisbís a un antiguo juego de suerte similar a la ruleta. 
Se jugaba del modo siguiente. En una tabla o lienzo dividido en varias casillas cuadradas o redondas cada una con su número, estaban pintadas diferentes ricuras. En una bolsa se ponían tantas bolitas como casas y dentro de cada bolita había un pergamino o papelillo enrollado con el número correspondiente a una de las casillas. Los jugadores apostaban el dinero que querían en una o varias casillas y moviendo la bolsa el que llevaba el biribís, se la daba a otro para que escogiera una bola. Se leía el número que señalaba ganando multiplicadamente todos aquellos que habían apostado en la casa con el mismo número. 
La tabla o lienzo sobre la que se jugaba también recibía el nombre de biribis. 